# Bania (Rabka)
Bania (612 m) – wzniesienie na terenie miasta Rabka-Zdrój.

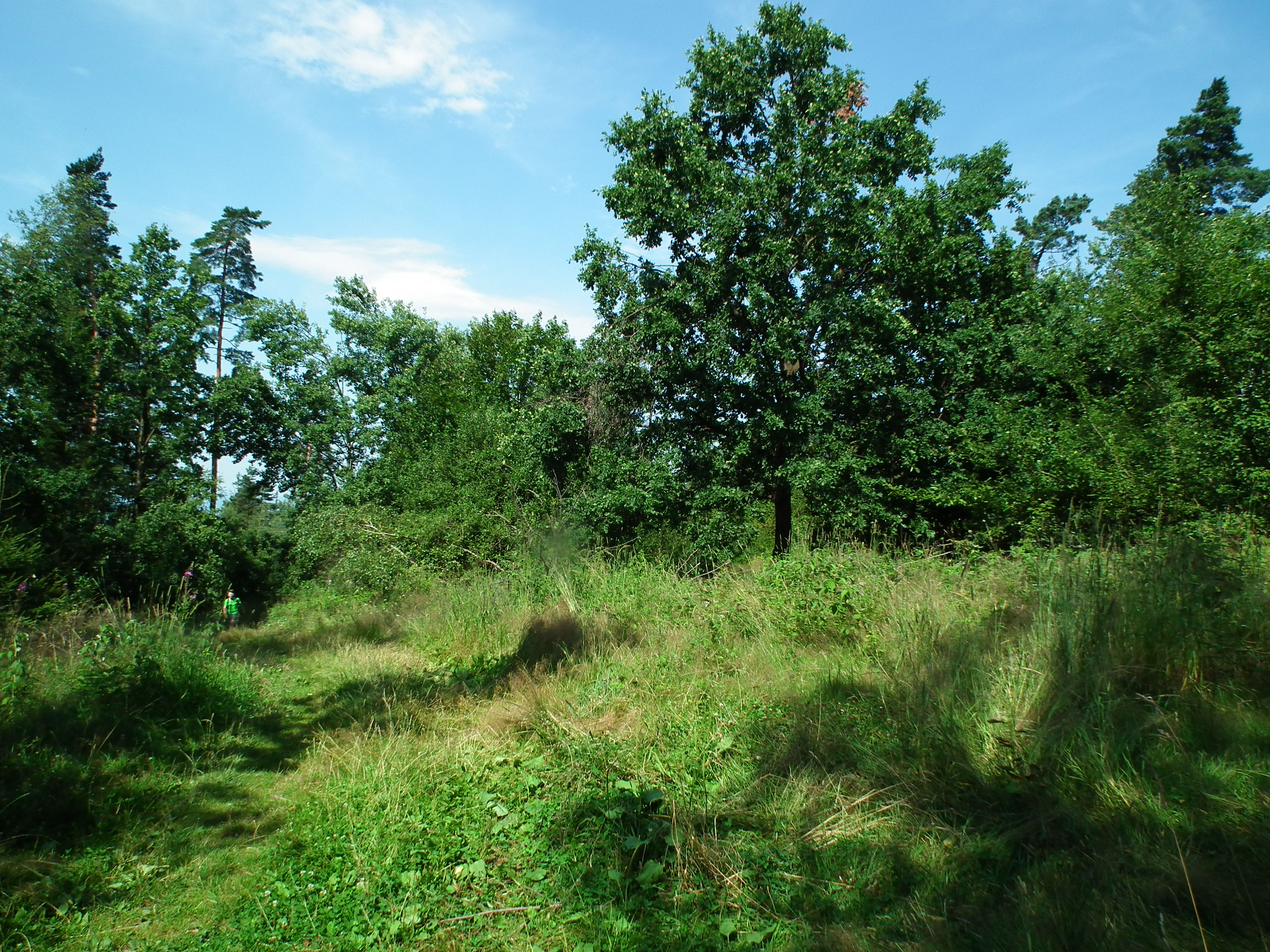
Polana szczytowa

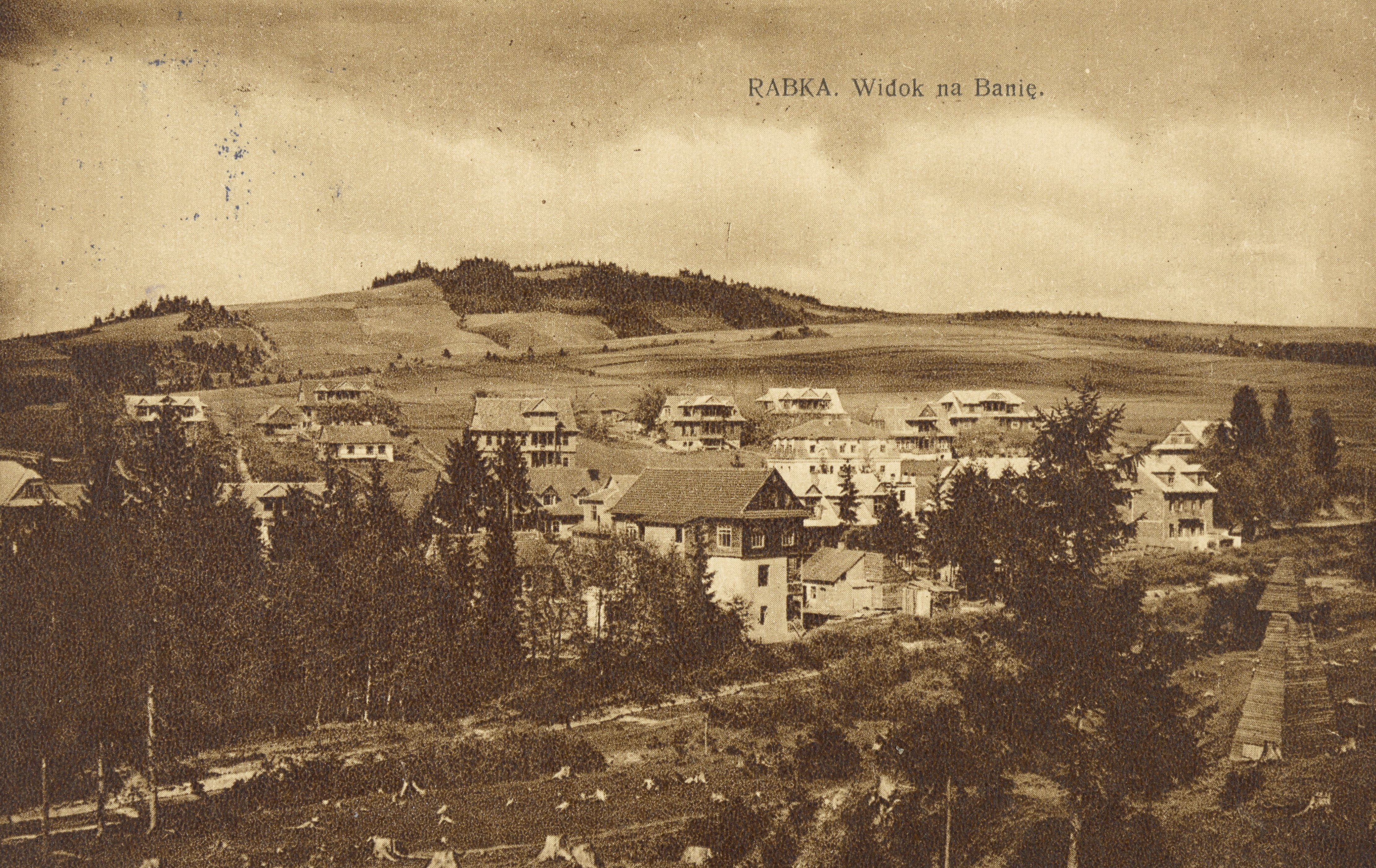
Widok na Banię około 1930

Według naukowej regionalizacji Polski opracowanej przez Jerzego Kondrackiego Bania znajduje się na granicy dwóch mezoregionów: Gorców i Kotliny Rabczańskiej, w nowszej regionalizacji z 2018 roku do Pogórza Orawsko-Jordanowskigo.
Północne stoki Bani opadają dość stromo ku Rabie, której koryto znajduje się ok. 150 m niżej. Stoki zachodnie, opadające także ku Rabie, są znacznie łagodniejsze, podobnie jak stoki południowe, opadające ku dolinie potoku Słonka. Na wschodzie Banię oddziela od Grzebienia (677 m) niewielka przełęcz o wys. ok. 578 m n.p.m. Wierzchołek Bani porośnięty jest lasem, podobnie jak znaczna część stoków północnych. Po stronie południowej na zbocza wspinają się zabudowania dzielnicy Rabki-Zdroju – Gawronówki. Pozostałe stoki pokrywają pola uprawne.
Nazwa wzniesienia zapewne pochodzi od słowa „bania” oznaczającego kopalnię. Na mapach w XIX wieku opisane było jako „Pilna”. Od 1965 r. na zboczach wykonywano głębokie wiercenia w poszukiwaniu ciepłych wód solankowych.
Na szczycie wzniesienia znajduje się wiata turystyczna oraz tablica upamiętniająca zmarłych myśliwych ustawiona przez Koło Łowieckie „Bór” z Rabki.